# Wladimir Borissowitsch Braginski
Wladimir Borissowitsch Braginski (russisch Владимир Борисович Брагинский; * 3. August 1931 in Moskau; † 29. März 2016 ebenda) war ein russischer Physiker und Hochschullehrer.

## Leben
Braginski studierte an der physikalischen Fakultät der Lomonossow-Universität Moskau (MGU) mit Abschluss 1954. 1955 wurde er wissenschaftlicher Mitarbeiter des Lehrstuhls für Schwingungsphysik. Er verteidigte 1959 seine Kandidat-Dissertation und 1967 seine Doktor-Dissertation. 1969 folgte die Ernennung zum Professor. In den 1970er Jahren leitete er die Abteilung für Radiophysik und Elektronik der physikalischen Fakultät. 1987–2001 leitete er den Lehrstuhl für Molekülphysik und physikalische Messungen und 2001–2002 den Lehrstuhl für Schwingungsphysik. 1990 war er zum Korrespondierenden Mitglied der Akademie der Wissenschaften der UdSSR (AN-SSSR, seit 1991 Russische Akademie der Wissenschaften (RAN)) gewählt worden. 1995 wurde er Mitglied der Academia Europaea. Er hielt Gastvorlesungen am Niels-Bohr-Institut (1996) und an der Universität Uppsala (1999). 2004 wurde er auswärtiges Ehrenmitglied der American Academy of Arts and Sciences und 2006 auswärtiges Mitglied der National Academy of Sciences.
Braginski war ein international äußerst angesehener Experimentalphysiker und Theoretiker. 1967 prognostizierte und demonstrierte er ponderomotorische Reibungs- und Steifigkeitseffekte im elektromagnetischen Feld eines Resonator. Im Mittelpunkt seiner Forschung standen die quantenmechanisch bedingten Grenzen der Messgenauigkeit und das Quantum Nondemolition Measurement. Das daraus resultierende sogenannte Quantenrauschen, das in speziellen Situationen als Schrotrauschen auftritt, war Gegenstand vieler seiner Untersuchungen, die von großer Bedeutung für die Optik und die Nanotechnologie wurden.
Ein weiterer Forschungsschwerpunkt war die Dämpfung in mechanischen Systemen insbesondere im Hinblick auf die Untersuchung von Gravitationswellen. Zusammen mit Fakultätskollegen entwickelte er wesentliche Elemente für Gravitationswellendetektoren, insbesondere eine Massenaufhängung mit einer Relaxationszeit von mehr als 5 Jahren. Braginskis Forschungsergebnisse waren entscheidend für die erfolgreiche Arbeit des LIGO-Projekts. Braginski war seit 1990 wiederholt Gastprofessor am California Institute of Technology und arbeitete mit Kip Thorne und Rainer Weiss zusammen. Braginski war Autor bzw. Mitautor einer Vielzahl von Veröffentlichungen.
Braganski wurde auf dem Wagankowoer Friedhof begraben.

## Ehrungen, Preise
- Lebedew-Goldmedaille der AN-SSSR (1975)[1]
- Schiller-Medaille der Friedrich-Schiller-Universität Jena (1980)[3]
- Fairschild Prize des California Institute of Technology (1990)[4]
- Humboldt-Forschungspreis (1993)[4]
- Breakthrough Prize in Fundamental Physics (2016)[11]